# Hans Giffhorn
Hans Giffhorn (* 21. Dezember 1942 in Berlin) ist ein deutscher Kulturwissenschaftler.

## Werdegang
Giffhorn war Hochschullehrer für Visuelle Kommunikation an der Pädagogischen Hochschule Göttingen und seit 1981 Universitätsprofessor für Kulturwissenschaften an den Universitäten Göttingen und (ab 1994) Hildesheim.
Giffhorn gelangte zu der Überzeugung, dass Mechanismen des Wissenschaftsbetriebs, wie die Selbstbeschränkung vieler Wissenschaftler auf die tradierten Grenzen ihres Fachs, die unkritische Übernahme etablierter Lehrmeinungen unterstützten. Dies verstelle den Blick für neuere Forschungsergebnisse aus anderen Bereichen und Disziplinen und könne so zu fehlerhaften Ergebnissen führen. Den Hintergrund für diese Auffassung bildeten seine frühen Veröffentlichungen zur ästhetischen Erziehung und zur Theorie und Geschichte der Kunstpädagogik, die die Grundlage seiner Dissertation bildeten. Diese Überzeugung prägte auch alle seine späteren Veröffentlichungen und führte dazu, dass er sich im Lauf seiner Tätigkeit unterschiedlichen Forschungsbereichen und Veröffentlichungsmedien zuwandte: So veröffentlichte er neben Büchern und Artikeln in Fachzeitschriften auch im Bereich der Fotografie und des Dokumentarfilms.
Ab 1993 produzierte er Magazinbeiträge und Dokumentarfilme u. a. für Arte, ZDF, ARD und Projekte der GTZ (Deutsche Gesellschaft für Technische Zusammenarbeit) in Kolumbien, Ecuador, Brasilien und Peru. Dabei thematisierte er insbesondere ökologische und soziale Fragen im Zusammenhang mit dem Schutz der Artenvielfalt lateinamerikanischer Lebensräume und der Kultur und Geschichte indigener Völker.

## Chachapoya-Forschung
Im Rahmen einer Südamerikareise im Jahr 1998 begegnete er in Peru Nachfahren der Chachapoya und meinte, Hinweise darauf zu sehen, dass Teile dieser Kultur Wurzeln in Europa haben. 2013 veröffentlichte er Hypothesen über eine vermutete Entdeckung Amerikas durch Phönizier und Kelten, sowie die von ihm angenommene Rolle dieser frühen Einwanderer bei der Entwicklung der Chachapoya. Giffhorn griff dabei auf Kulturparallelen und Forschungslücken als Indizien zurück. Aufgrund von Kenntnissen über atlantische Strömungen nahm er Brasilien als wahrscheinliches Ziel der phönizischen bzw. keltischen Expedition an, obwohl eindeutige Beweise für eine küstennahe Besiedlung durch die vermeintlichen Auswanderer fehlen. Einen eindeutigen Beweis in den europäischen Quellen konnte Giffhorn ebenfalls nicht präsentieren. Unvereinbare Forschungsergebnisse in Bezug auf den Ursprung der Chachapoya wurden nicht erwähnt. Die Forschungslücken füllte Giffhorn durch den Rückgriff auf wissenschaftliche Experten, ließ aber deren mit seiner Hypothese unvereinbare Forschungsergebnisse unerwähnt.
Angeregt durch Giffhorns erste Buchveröffentlichung zu diesem Thema gab der TV-Sender Arte im Jahr 2013 eine TV-Dokumentation zu seiner Theorie in Auftrag, die im selben Jahr produziert wurde („Karthagos vergessene Krieger“). Giffhorn wurde zwar für den Film interviewt, hatte aber keine Kontrolle über dessen Gestaltung. Die Dokumentation wurde später u. a. auch von ZDF-Info und dem US Sender PBS gesendet. Weitere Reaktionen auf das Erscheinen seines Buchs veranlassten Giffhorn zu intensiven neuen Forschungen und Recherchereisen.
Die Ergebnisse veröffentlichte er in einer 2. überarbeiteten Auflage des Buchs (März 2014), in einer von Spiegel-Geschichte 2015 gesendeten dreiteiligen Dokumentation, in seiner bislang vollständigsten Veröffentlichung zum Thema, einer DVD mit 190 Minuten Video-Dokumentation und 114 Seiten ergänzendem Text- und Bildmaterial (2016) sowie in seiner aktuellsten Veröffentlichung, einer ca. 25 bebilderte Seiten umfassenden PDF-Datei (als deutsch- und englischsprachige Version). Dort liegt ein Schwerpunkt auf der Auseinandersetzung mit den neusten Veröffentlichungen der zurzeit einflussreichsten zu den Chachapoya forschenden Archäologen – siehe „Werke“.
Nach Ansicht Alexander Bräuers lässt Giffhorns Absicht, anhand der präkolumbianischen Geschichte der Chachapoya deren kulturelle Heterogenität und den damit verbundenen kulturellen Austausch zu demonstrieren, das Forschungsinteresse postkolonialer Wissenschaft erkennen. Allerdings weist Bräuer auch darauf hin, dass Giffhorns „spezifische Konstruktion der Frühgeschichte und der Hochkultur der Chachapoya […] altbekannte koloniale Narrative europäischer kultureller Überlegenheit“ aktiviere.

## Werke (Auswahl)
- Warriors from Spain in the Andes of Peru – over 2000 years ago Videodokumentation  youtube-Kanal CHBeckLiteratur C.H.Beck, München, 2022
- Kelten im antiken Peru? Neue Belege für eine frühe Atlantiküberquerung und für eurozentrische Ideologien und Dogmatismus im archäologischen Wissenschaftsbetrieb – am Beispiel der aktuellen Forschung zu den Chachapoya, PDF-Datei, academia.edu, 2019
- Celtic Immigrants in Ancient Peru? The merits of Professor Warren Church for the understanding of Chachapoya culture, Eurocentric ideologies and dogmatism at universities and new evidence for a pre-Columbian immigration to South America, by Hans Giffhorn, PDF-Datei, academia.edu, 2019
- DVD Keltische Krieger im antiken Peru, Video- und Text-Dokumentation 2016.
- Die Rätsel der Chachapoya: Keltische Auswanderer im antiken Peru TV-Doku, 3 Teile, SPIEGEL-Geschichte, Hamburg 2015.
- Chachapoya: Was America discovered in ancient times?, Co-Autor Al Bell, academia.edu 2015
- Wurde Amerika in der Antike entdeckt? Karthager, Kelten und das Rätsel der Chachapoya. C.H.Beck, München 2013, ISBN 978-3-406-64520-4.
- Chachapoya: Wurde Amerika in der Antike entdeckt? Eine Beweisführung. In: Amerindian Research. Nr. 31, Februar 2014, ISSN 1862-3867, S. 43 ff.
- Kritik der Kunstpädagogik. Chancen und Gefahren ästhetischer Erziehung. Dumont, Köln 1979, ISBN 3-7701-1077-3.
- Argumente, Streitschriften, Materialien zur Veränderung der Kunstpädagogik. Maier, Ravensburg 1976, ISBN 3-473-61412-2.
- Modeverhalten. Dumont, Köln 1974, ISBN 3-7701-0739-X.